# Pokrevní bratr

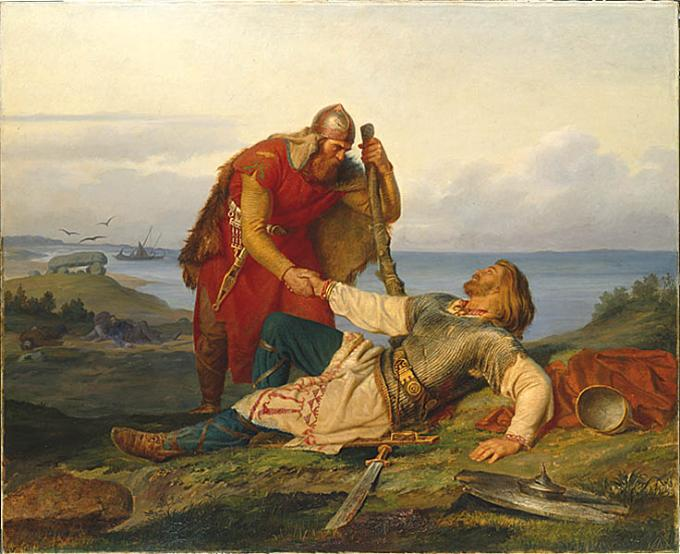
Norský válečník Örvar-Oddr dává sbohem svému pokrevnímu bratrovi, švédskému válečníku Hjalmarovi na obraze od Mårtena Eskila Winga (1866)

Pokrevní bratr může mít dva významy: buďto může jít o mužského sourozence z matčiny i z otcovy strany (pokrevní příbuzenství), nebo o dva či více mužů, kteří sice nejsou sourozenci, ale kteří si navzájem přísahali loajalitu, obvykle obřadem známým jako krevní přísaha. Při ní každý zúčastněný udělá malý řez (většinou na prstu nebo na předloktí) a pak jsou oba řezy stlačeny k sobě a svázány (nebo se krev chytne do misek s vodou a oba vypijí vodu s krví toho druhého). Obřad je založen na myšlence, že krev jednoho účastníka nyní proudí v žilách i druhého účastníka a poskytuje jim zvýšený symbolický pocit vzájemné připoutanosti.

## Kultury

### Skandinávie
Norové, kteří vstoupili do tzv. pěstounského bratrství (islandsky Fóstbræðralag), podstoupili rituál, ve kterém nechali proudit ze svých těl krev a přitom klečeli pod obloukem, vytvořeným z travnatých drnů, podepřených oštěpy či kopími. Rituál je popsán v sáze Gísla saga. V sáze Fóstbræðra saga je pouto mezi Thorgeirem Havarssonem (Þorgeir Hávarsson) a Thormodem Bersasonem (Þormóð Bersason) také zpečetěno podobným rituálem, v tomto případě nazvaným leikr.

### Asie
V polovině 18. století rozlišovaly zákony říše Čching tři druhy přísah bratrstev: běžnou (nejméně formální), pokrevní a tzv. tajné společnosti. Průběh a rituály přísahy pokrevního bratrstva byly formálnější než u běžné. Účastníci vypili víno smíchané s krví (buď krev každého účastníka anebo krev kuřecí) a pálili „petice“ jako oběti bohům. Přísahy bratrstev tajných společností byly složitější. Používala se zde jak krevní přísaha, tak se pálily „petice“, rituály avšak zahrnovaly i tajemství a legendy daných společností.
V mongolské historii měl Čingischán anda, pokrevního bratra mongolsky.

### Afrika
Britský koloniální správce Lord Lugard je známý tím, že z důvodu politického angažmá v Africe vstoupil s několika Afričany do pokrevního bratrství. Jeho mocným pokrevním bratrem byl Kikuj, náčelník kmene Waiyaki Wa Hinga. David Livingstone popsal podobnou praktiku zvanou Kasendi.